# Terra e libertà (film)
Terra e libertà (Land and Freedom) è un film del 1995 diretto da Ken Loach. Ambientato durante la guerra civile spagnola, segue le vicende di una piccola formazione partigiana e la storia d'amore che lega il protagonista, giovane volontario del Regno Unito, ad una resistente spagnola.
Il film, ispirato a Omaggio alla Catalogna di George Orwell, fu presentato in concorso al 48º Festival di Cannes.

## Trama
Alla morte di David Carr, un operaio inglese di Liverpool, la nipote rovista tra i ricordi del nonno, trovando vecchi articoli di giornale riguardanti la guerra civile spagnola, lettere, cimeli ed un foulard rosso contenente della terra. Attraverso questi ricordi ripercorre la storia del nonno, tornando nel 1936, durante la guerra civile spagnola.
David Carr, disoccupato iscritto al Partito Comunista, decide di recarsi come volontario in Spagna per combattere contro il fascismo del generale Franco. Una volta arrivato, dopo un travagliato viaggio in nave fino a Marsiglia ed in treno fino a Barcellona, si unisce alla milizia, dove combatte insieme ad altri compagni Spagnoli e moltissimi provenienti da tutta Europa, sotto le insegne militari del POUM, il Partido Obrero de Unificación Marxista, sul fronte di Aragona. Il protagonista vive in prima persona gli orrori e le contraddizioni della guerra insieme ai suoi giovani compagni rivoluzionari, a loro volta divisi da diversi modi ideologici di vivere il pensiero rivoluzionario. Lì conosce Blanca, una giovane anarchica catalana che combatte con i miliziani, e se ne innamora.
A seguito di un suo incidente con un fucile malfunzionante, viene trasferito a Barcellona e lì segue i compagni comunisti arruolandosi nelle Brigate Internazionali, contro il parere dei vecchi compagni combattenti e soprattutto di Blanca. In quel contesto si accendono tensioni enormi tra le milizie anarchiche e l'esercito governativo, le quali sfociarono nelle Giornate di maggio il cui esito fu lo scioglimento delle milizie anarchiche da parte del governo. David abbandona le Brigate Internazionali e torna dai compagni miliziani al fronte, ma la sua "diserzione" dura ben poco, fino a quando gli ordini del governo sono quelli di disarmare ed arrestare i miliziani stessi. Ne scaturisce un racconto dettagliato di molte vicende in cui la milizia del POUM arriva ad essere bandita dal governo repubblicano.
La fine del racconto narra la vicenda della compagna Blanca, assassinata da un ufficiale delle Brigate Internazionali durante l'arresto di alcuni miliziani della colonna. La nipote scopre dunque che quella terra custodita nel foulard altro non è che la terra collettivizzata dove fu sepolta Blanca, e quella terra getterà nella tomba del nonno durante il suo funerale, alzando quindi il pugno.

## Produzione
- Il titolo è ispirato al motto ¡Tierra y Libertad!, che accompagnava nel 1910 la bandiera nera dell'anarchia issata dai guerriglieri di Emiliano Zapata.
- Durante il film i protagonisti cantano alcuni famosi canti repubblicani e anarchici della guerra civile spagnola, come A las barricadas, Si me quieres escribir ed il più universale canto de L'Internazionale.
- Nei panni di un membro della milizia compare anche Paul Laverty, futuro sceneggiatore di fiducia di Ken Loach. Il sodalizio artistico inizierà con il successivo film La canzone di Carla.

## Riconoscimenti
- 1995 - Festival di Cannes
  - Premio FIPRESCI, Premio della giuria ecumenica
- 1995 - European Film Awards
  - Miglior film
- 1996 - Premio César
  - Miglior film straniero
- 1996 - Premio Goya
  - Miglior attrice rivelazione (Rosana Pastor)